# Gnidosz okazały
Gnidosz okazały (Pedicularis exaltata Besser) – gatunek półpasożytniczej rośliny zielnej z rodziny zarazowatych (Orobanchaceae).

## Morfologia
ŁodygaDo 2 m wysokości.
LiścieDuże, podłużnie lub trójkątnie jajowate lub podługowate, pierzastodzielne, skrętoległe, nagie.
KwiatyGrzbieciste, skrętoległe, zebrane w wydłużony kwiatostan. Kielich rozcięty z przodu, nagi. Ząbki kielicha całobrzegie. Rurka korony wewnątrz naga. Dwa krótsze pręciki posiadają nagie nitki.

## Biologia i ekologia
Bylina. Rośnie w widnych lasach i zaroślach. Kwitnie od czerwca do sierpnia.

## Zagrożenia
Roślina umieszczona na Czerwonej liście roślin i grzybów Polski (2006) w grupie gatunków wymarłych (kategoria zagrożenia Ex). W wydaniu z 2016 roku otrzymała kategorię RE (wymarły na obszarze Polski).
Znajduje się także w Polskiej Czerwonej Księdze Roślin w kategorii EX.